# Solenofilomorpha longissima
Solenofilomorpha longissima är en plattmaskart som beskrevs av Jürgen Dörjes 1968. Solenofilomorpha longissima ingår i släktet Solenofilomorpha och familjen Solenofilomorphidae. Inga underarter finns listade i Catalogue of Life.